# Колесник Данило Ігорович
Данило Ігорович Колесник (нар. 22 вересня 2001) — український футболіст, центральний нападник.

## Життєпис
У ДЮФЛУ виступав за київські клуби «Арсенал» та «Моноліт».
З 2018 по 2019 рік виступав за юнацькі та молодіжні команди «Арсеналу» (Київ) та «Ворскли» (Полтава). У 2020 році грав у чехії за «МСМ Академі». На початку січня 2021 року повернувся до України, де підсилив молодіжну команду ковалівського «Колоса».
Напередодні старту сезону 2021/22 років перебрався у «ВПК-Агро». У футболці шевченківського клубу дебютував 24 липня 2021 року в програному (0:2) виїзному поєдинку 1-го туру першої ліги України проти кременчуцького «Кременя». Данило вийшов на поле на 73-ій хвилині, замінивши Івана Литвиненка.